# La torre prohibida
La Torre prohibida, es una novela de terror psicológico y misterio, galardonada con el noveno Premio Minotauro de literatura fantástica, terror y ciencia ficción, celebrado en el año 2012. La obra, fue presentada a concurso bajo el seudónimo de Juan Alas, detrás del cual se encuentran los autores Ángel Gutiérrez y David Zurdo.
Ángel Gutiérrez y David Zurdo han publicado más de veinte libros y siempre han escrito sus novelas de forma conjunta. Anteriormente, recibieron el Premio Hermética por su novela El último secreto de Da vinci. De forma independiente, también han trabajado en diversos medios de comunicación y publicado varios artículos.

## Argumento
Jack Winger ha perdido toda memoria de su pasado, se encuentra ingresado en una clínica, donde todos los pacientes sufren amnesia. Allí, conoce a Julia, otra de las pacientes con la que entabla una relación sentimental. Juntos, intentan descubrir que es lo que está ocurriendo, porque su pasado no es el único misterio, todos los pacientes sufren pesadillas recurrentes, el personal de la clínica mantiene una extraña y tensa relación con toda persona ajenas a ella, los pacientes desparecen al ser llevados por el enfermero jefe a un bosque, donde existe una torre a la cual su entrada está prohibida.
La única ayuda que le llega a Jack Winger es a través de su pasado. Jack, recupera poco a poco la memoria, descubriendo como tanto su pasado, como su presente están demasiado entrelazados.